# کارول: مردی که پاپ شد
کارول: مردی که پاپ شد (لهستانی: Karol - Człowiek, który został Papieżem؛ ایتالیایی: Karol, un uomo diventato Papa) یک مینی‌سریال ایتالیایی-لهستانی به کارگردانی جاکومو باتیاتو است که در سال ۲۰۰۵ منتشر شد. این سریال بر پایهٔ زندگی‌نامه «کارول وویتیوا» ساخته شد که بعدها به‌عنوان پاپ ژان پل دوم شهرت یافت و داستان آن، از سال ۱۹۳۹، زمانی که کارول تنها ۱۹ سال داشت، آغاز و تا مجمع انتخاب پاپ در اکتبر ۱۹۷۸ را در برمی‌گیرد که وی به‌عنوان پاپ انتخاب شد.

## بازیگران
- پیوتر آدامچیک در نقش پاپ ژان پل دوم
- مت کریون در نقش هانس فرانک
- مائوگوشا بلا
- یاتسک لنارتوویچ
- رائول بووا
- کن دوکن
- انیو فانتاستیکینی
- اولگیرد ووکاشِـویچ
- لخ ماتسکیه‌ویچ
- ویولانته پلاچیدو
- کنت ولش
- پاتریتسیا سلیمان
- یان مونچکا
- یان پیه‌خوچینسکی
- رومن گانتسارچیک
- یاتسک کوپچینسکی
- آنا چیِشلاک
- یژی شیبال
- میخاو چرنتسکی
- آرتور ژمیفسکی
- هریستو شاپوف
- تادئوش برادتسکی
- هالینا کفیاتکوفسکا
- شیمون بوبروفسکی
- سواوومیر اوژخوفسکی
- بئاتا فیدو
- مایا بارئوکوفسکا
- ادوارد لینده-لوباشنکو
- سواومیر
- ماریوش زانیفسکی
- گراژینا شاپوووفسکا
- ماتئوش دامینتسکی
- روما گونشوروفسکا
- میروسواف هانیشفسکی
- آگنیشکا کاویورسکا
- ورونیکا کشیانژکیه‌ویچ
- اریک لوبوس
- آگنیشکا ماندات
- کینگا پرایس
- آنا رادوان
- سیلویا گلیوا
- رادوسواف پازورا
- کاتسپر کوشفسکی
- بوگدان کالوس
- آندژی شنایخ
- ماریوش یاکوس
- آندژی دِسکور
- ایزابلا اولشفسکا